# Paul Tirard
Pour les articles homonymes, voir Tirard.
Paul Marie Tirard, né le 2 juin 1879 à Croissy-sur-Seine (Yvelines) et mort le 23 décembre 1945 dans le 17e arrondissement de Paris, est un haut fonctionnaire français. Il a été président de la Haute Commission interalliée des territoires rhénans de 1919 à 1930.

## Biographie

### Jeunesse et études
Fils de Ferdinand Tirard (1841-1909), ingénieur de la marine et d'Augustine Buissot (1856-1905), Paul Tirard naît dans une famille d'industriels de Nogent-le-Rotrou où il passe son enfance. 
Il étudie le droit et obtient le diplôme de docteur en droit de la faculté de droit de l'université de Paris en 1906.
Célibataire, Paul Tirard a deux sœurs : Adrienne Tirard, née en 1875, mariée en 1902 avec René Michelet (décédé en 1944), architecte, décédée à Cabourg (Calvados) le 23 février 1940. Laquelle a deux enfants : Yvonne (1904-1988), épouse en 1927 d’Étienne Masson (1902-1951), parents de quatre enfants, et Jacques (1909-1922) ; et Jenny Marie Tirard, née en 1883 à Nogent-le-Rotrou, elle épouse en octobre 1905 Victor Peytral, substitut du Procureur de la République, puis ministre des travaux publics, fils de Paul Peytral, ministre des finances. Décédée sans postérité le 12 décembre 1907 à Hyères à l'âge de 24 ans.

### Parcours professionnel
Auditeur au Conseil d'État en 1905, il mène une carrière de fonctionnaire, notamment au ministère de la Justice et au ministère des Colonies.
En 1912, il prend part à la mise en place de l'administration coloniale du Protectorat français au Maroc. En 1913 il devient le premier secrétaire général du protectorat.
Durant la Première Guerre mondiale, il est mobilisé comme officier et est capitaine de chasseurs à pied.
En 1919, choisi par le Maréchal Foch, dont il a fait partie de l'état-major, il est nommé haut-commissaire, président de la Haute Commission interalliée des territoires rhénans et le reste jusqu'en 1930. Il se lie notamment avec Edmond Giscard d'Estaing, directeur des services financiers du haut-commissariat de France en Rhénanie, dont il est le témoin lors de son mariage en avril 1923.
De 1933 à 1939, il est président d'Air France, ce qui l'incite à passer son brevet de pilote (catégorie tourisme). Il apprend à piloter un avion auprès de Michel Détroyat à l'école d'aviation de Villacoublay. Il doit quitter la direction d'Air France en août 1939, un nouveau décret-loi interdisant aux présidents de compagnies de navigation maritimes ou aériennes subventionnées d'occuper des fonctions d'administrateur dans une autre entreprise. Le général Pujo lui succède à la tête de l'entreprise.
Il a également été maître des requêtes au Conseil d'État. 
En juin 1935, il est élu au premier tour de scrutin à l'Académie des sciences morales et politiques, section législation, dont il deviendra le président en 1943. C'est René Cassin qui lui succède en 1947 et donne lecture en 1951 d'une notice qu'il a consacrée à la vie et aux travaux de son prédécesseur.
Célibataire, il meurt en son domicile le 23 décembre 1945 à Paris (17e arrondissement) 8, rue Anatole-de-La-Forge.

### Parcours universitaire
Paul Tirard est recruté comme enseignant de droit administratif à l'École libre des sciences politiques sous la direction d'Anatole Leroy-Beaulieu. En 1936, il est élu  président du Conseil d'administration de l'école. C'est à ce titre qu'il a prononcé l'éloge funèbre d'Eugène d'Eichthal, directeur de Sciences Po. Il refuse de prendre la direction de l'école à sa mort en 1936. Face au refus d'André Siegfried de diriger l'école, c'est Roger Seydoux qui en prend la tête en 1937.

## Publications
- Paul Tirard, La France sur le Rhin : Douze Années d'occupation rhénane, Paris, Plon, 1930 ;
- Paul Tirard, L'Art français en Rhénanie pendant l'Occupation 1918–1930. Strasbourg, Dernières nouvelles, 1930.

## Hommages

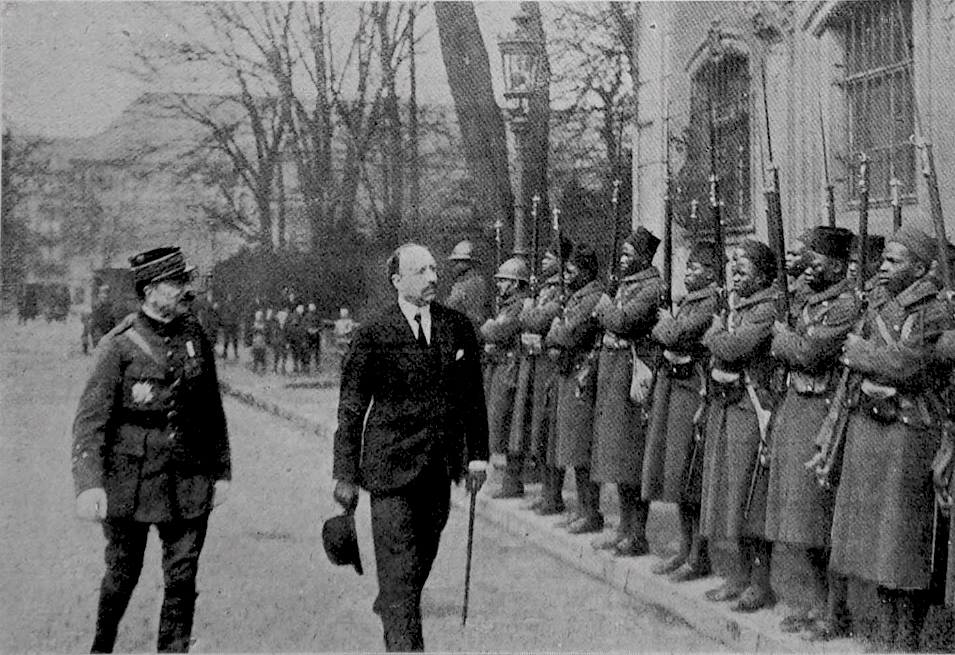
Tirard et Jean-Marie Degoutte 1920

- De son vivant, il existait une rue Paul Tirard à Meknès, débaptisée après l'accession à l'indépendance du Maroc[17]. Il existait également une rue Paul Tirard à Rabat[18].
- Le lycée français de Mayence, ouvert en octobre 1947, portait son nom[19].